# Bruno Musmarra
Pas d'image ? Cliquez ici
Bruno Musmarra est un copilote italien naturalisé français de rallye-raid né le 2 juillet 1949 à Tarcento (Italie) et décédé le 2 juin 1997 à Saint-Ouen-l'Aumône (Val-d'Oise). 

## Biographie
Bruno Musmarra est considéré avec son compère et pilote Jean-Pierre Fontenay par la presse le 10 janvier 1994, après une nuit en enfer dans le sable du désert mauritanien, comme un « galérien de l'inutile ». Une étape extrêmement difficile où beaucoup se sont perdus, les Mitsubishi étaient même portés disparus, pendant ce temps là, Jean-Pierre et Bruno galèrent toute la nuit « On s’est ensablés 200 fois, c’était l’enfer ». Ils parviennent à rallier l'arrivée après une étape pour eux de trente heures, mais en vain, entre temps, le directeur de la course Fenouil a décidé d'annuler l'étape sans bouger au classement général. Par dépit et par colère, le directeur sportif des Mitsubishi décide de retirer ses voitures de la suite de l'édition. Une décision qui fait la Une des médias.
En 2022, la deuxième édition du Dakar classic, où des équipages amateurs ou d'anciens professionnels participent au Rallye Dakar sur d'anciennes voitures de la compétition, les médias sont impressionnés par la réplique d'une perle rare, la Mitsubishi Pajero MPR 51 qui a fini 3e en 1996 piloté par Jean-Pierre Fontenay et dont le copilote et mécanicien était Bruno Musmarra.

## Palmarès

### Résultats au Paris-Dakar
| Année | Catégorie | Constructeur | Position         | Victoires d'étape | Pilote               |
| ----- | --------- | ------------ | ---------------- | ----------------- | -------------------- |
| 1989  | Auto      | Mitsubishi   | 7e               | -                 | Jean-Pierre Fontenay |
| 1991  | Auto      | Mitsubishi   | 3e               | -                 | Jean-Pierre Fontenay |
| 1993  | Auto      | Mitsubishi   | 10e              | 2                 | Jean-Pierre Fontenay |
| 1994  | Auto      | Mitsubishi   | Abd. (11e étape) | -                 | Jean-Pierre Fontenay |
| 1995  | Auto      | Mitsubishi   | 4e               | 3                 | Jean-Pierre Fontenay |
| 1996  | Auto      | Mitsubishi   | 3e               | 2                 | Jean-Pierre Fontenay |
| 1997  | Auto      | Mitsubishi   | 2e               | 5                 | Jean-Pierre Fontenay |

### Autres
- Baja Sardaigne 1993 : vainqueur en tant que copilote de Jean-Pierre Fontenay
- Rallye de Tunisie 1993 : 2e en tant que copilote de Jean-Pierre Fontenay
- Australian Safari 1994 : vainqueur en tant que copilote de Jean-Pierre Fontenay
- Paris-Moscou-Pékin 1995 : vainqueur en tant que copilote de Jean-Pierre Fontenay